# Steven Weinberg
Steven Weinberg (3. května 1933 New York, New York, USA – 23. července 2021, Austin, Texas) byl americký fyzik. V roce 1979 získal Nobelovu cenu za fyziku (s kolegy Abdusem Salamem a Sheldonem Glashowem) za svou práci o sjednocení slabé a elektromagnetické interakce.
Weinberg absolvoval střední školu v roce 1950 (ve stejném maturitním ročníku s Sheldonem Glashowem), bakalářský titul získal na Cornellově univerzitě v roce 1954, titul Ph.D. na Princetonské univerzitě v roce 1957. Byl profesorem fyziky a astronomie na Texaské univerzitě v Austinu. V roce 2004 obdržel medaili Benjamina Franklina (Benjamin Franklin Medal) od American Philosophical Society. 
Vedle svého vědeckého výzkumu byl Steven Weinberg prominentním veřejným mluvčím vědy, svědčil před Kongresem pro podporu gigantického supravodivého urychlovače (SSC v Texasu), napsal mnoho článků pro New York Review of Books a měl různé přednášky o hlubším významu vědy. Jeho knihy o vědě psané pro veřejnost kombinují typickou vědeckou popularizaci s prvky historie a filozofie vědy.
Weinberg je také známý pro svou podporu Izraele. Byl ateista.
Jeden z jeho známých citátů: S vírou nebo bez ní, dobří lidé mohou jednat dobře a špatní lidé mohou činit zlo; ale mají-li dobří lidé činit zlo – k tomu je zapotřebí víry.